# Elivélton Alves Rufino
Elivélton Alves Rufino, conegut com a Elivélton, (Serrânia, Brasil, 31 de juliol de 1971) és un futbolista brasiler retirat que disputà tretze partits amb la selecció del Brasil.